# فريديريك بيتي (سياسي)
فريديريك بيتي (بالفرنسية: Frédéric Petit)‏ هو سياسي فرنسي، ولد في 3 يونيو 1836 في فرنسا، وتوفي في 20 أبريل 1895 في أميان في فرنسا. حزبياً، نشط في Republican, Radical and Radical-Socialist Party ‏. وقد انتخب عضو مجلس الشيوخ في الجمهورية الفرنسية الثالثة وانتخب رئيس بلدية ‏ أميان.